# Perigordià superior
El perigordià superior fou una fase del perigordià que es caracteritza per les anomenades puntes de Fort Robert -pedunculades- i els burins diminuts de Noailles.
De la seva fase final, existeixen moltes fulles truncades i bitruncades.
Es troben estatuetes d'animals de forma tosca i estatuetes femenines que representen dones molt grosses, cosa que s'ha associat a ritus de fertilitat.
D'aquesta època, són les primeres pintures; al començament, com a representacions de mans en negatiu -o sigui rodejada de color- o en positiu, i sèries de punts; i, més tard, sèries d'animals (al principi molt toscs, estilitzant-se més tard i fent-se policromes). Aquest tipus d'art existeix també durant l'aurinyacià, que va seguir a aquest període. Els animals es representaven de perfil, però els corns, orelles i peülles es representaven de front o de tres quarts.
Es va desenvolupar principalment a França i Catalunya i, en la seva fase final, també a Bèlgica i la zona cantàbrica.